# Eiche (Heraldik)

Eiche im redenden Wappen von Eichwalde

Die Eiche ist wegen der starken Symbolik in der Heraldik eine beliebte gemeine Figur.
Sie steht für die Kraft, Beständigkeit und für den Kampf, einschließlich des Sieges. In der germanischen Glaubenswelt spielte sie als heiliger Baum immer eine besondere Rolle. Was von der Eiche im Wappen gezeigt wird, lässt oft auf die persönlichen Eigenschaften des Wappenträgers schließen.
Alle Teile der Eiche werden im Wappen stark stilisiert. Dargestellt werden der Baum, die Blätter und die als Eicheln bezeichneten Früchte.
Der Baum wird immer mit einer ausladenden Krone auf einem kräftigen Baumstamm im Wappen gezeigt. Zwei Bäume aus einem Stammansatz sind eine heraldische Besonderheit. Diese als Doppeleiche bezeichnete gemeine Figur ist
im Zuge des Konflikts zwischen Dänen und Deutschen über den völkerrechtlichen Status Schleswig-Holsteins Mitte des 19. Jahrhunderts zum Symbol für die Zusammengehörigkeit der Herzogtümer Schleswig und Holstein geworden.
Blätter und Früchte sind im Wappen häufig einzeln oder in der Dreizahl dargestellt. Zweige, Stämme, Stubben mit Blättern werden als beblättert beschrieben. Bevorzugt wird die Eiche in den Farben Grün und Gold, aber auch in Silber, dargestellt. Auch in der Ordenskunde ist die Eiche weit verbreitet. So sind viele Orden und Ehrenzeichen von einem Eichenkranz umgeben oder mit Eichenlaub dekoriert. Selbst für einen Ritterorden ist die Eiche namensgebend: Orden der Eiche. Auch für ein redendes Wappen ist die Eiche geeignet. Als Münzmeisterzeichen kommt die „Eichel am Zweig“ zum Beispiel in den sächsischen Münzstätten Bautzen (1668) und Dresden (1640–1678) vor.

## Beispiele

Wappen von Aichach, Bayern
Wappen von Aichhalden, Baden-Württemberg
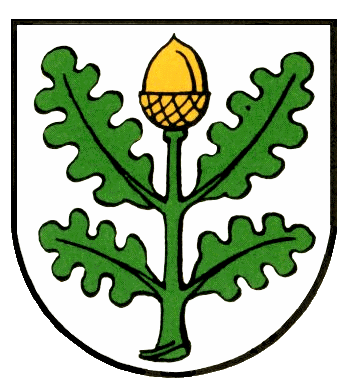
Wappen der ehemaligen Gemeinde Aichhalden (heute Teil von Simmersfeld), Baden-Württemberg
Baum und Kranz um den Wappenschild der Provinz Bizkaia, Spanien
Dreieichenhain (Ortsteil von Dreieich), Hessen
Wappen von Eberswalde, Brandenburg
Drei Bäume, Echem, Schleswig-Holstein
Zweig mit Blättern und Eicheln im Wappen von Eichberg SG, Schweiz
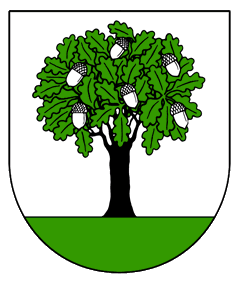
Wappen von Eichen (Schopfheim), Baden-Württemberg
Stilisierte Eiche, bestehend aus drei Blättern und zwei Eicheln, im Wappen von Eichenau, Bayern
verwechselt in Eichigt, Sachsen
Baumstumpf im Wappen von Großenrade, Schleswig-Holstein
Herdecke bei Hagen, Nordrhein-Westfalen
Eichenblätter als Ehrenkranz: Havanna (Kuba)
Ehemaliges Wappen von Herne, Nordrhein-Westfalen
Wappen von Kropp, Schleswig-Holstein
Wappen von Langen, Hessen
Doppeleiche im Wappen von Looft, Schleswig-Holstein
Wappen von Mellendorf in der Gemeinde Wedemark, Niedersachsen
Blatt und Eicheln im Wappen von Neu-Eichenberg, Hessen
Dicke Eiche im Wappen von Niedereimer, Nordrhein-Westfalen
Blauer Eichbaum im Wappen von Nübel, Schleswig-Holstein
Offenbach am Main, Hessen
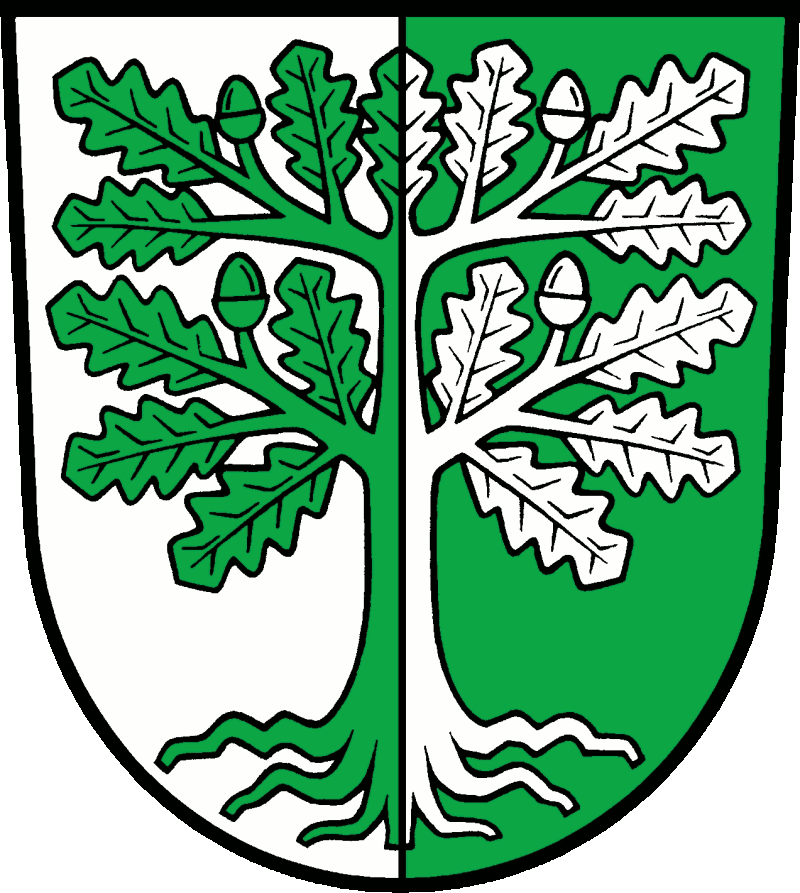
Redendes Wappen von Schöneiche, Brandenburg
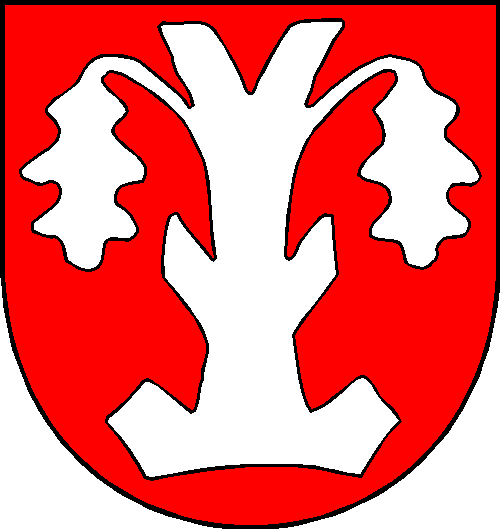
Stilisierter geästeter Eichenstamm mit einem Blatt je Seite: Schwülper, Niedersachsen
Sieben stilisierte Eichen in Siebeneichen, Schleswig-Holstein
Blätter im Wappen von Timmerlah, Niedersachsen
Verl, Nordrhein-Westfalen
Zwei Eichenzweige im Wappen der Ortsgemeinde Weroth, Rheinland-Pfalz
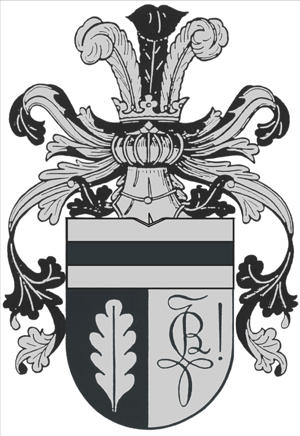
Eichenblatt im Vollwappen des BDIC